# Eduardo Buzzi
Eduardo Oscar Buzzi (n. J. B. Molina, Santa Fe, 11 de noviembre de 1960) es un docente, dirigente y productor agropecuario argentino.
Fue impulsado por Humberto Volando y sucesor de René Bonetto como presidente de la Federación Agraria Argentina. En 1991 fue elegido director titular de la Federación Agraria Argentina. En 1994, a raíz del fallecimiento de Mariano Echaguibel, fue nombrado secretario gremial, cargo en el cual se desempeñó hasta el año 2000. Ese mismo año (1994) fue elegido presidente de la Federación Agraria Argentina.
Posicionó a la Federación Agraria Argentina en el plano internacional, creando la Secretaría de Relaciones Internacionales, para formar parte de la FIPA y del COPROFAM.[cita requerida]
En la actualidad se desempeña como presidente de la Fundación Fortalecer, organización destinada a darle mayor competitividad a los pequeños y medianos productores, y de la Fundación Federación Agraria Argentina, organización destinada a la capacitación de jóvenes productores, dirigentes y técnicos sector agropecuario. En 2013 según una denuncia la empresa Federar ligada a Buzzi realizó una maniobra que implicó un millonario perjuicio contra productores de trigo que exportan su producción a través de esa firma. Asimismo, Buzzi ha sido señalado por parte de los mismos socios de la federación por supuestas prácticas clientelares, y por «manejos corruptos y fraudulentos al frente de la misma».
Fue uno de los líderes del lockout patronal de 2008, que con más de dos meses de duración. Posteriormente se descubría un fraude millonario por parte de la Federación Agraria donde se implicaría a Buzzi por evasión y desvío de fondos, según datos de la investigación se desprende que «coincide que algunos empleados de Federación Agraria conforman una serie de personas jurídicas cuyo objeto social es idéntico a la comercialización de cereales, con el domicilio fiscal de Federación Agraria Argentina».
A la hora de estimar el monto de la posible evasión, dijo que en una primera operación se tratarían de setecientos mil dólares, a los que se sumaban otros setecientos mil de una comercialización «equivalente». Los cupos de exportación de granos que el Gobierno Nacional otorgaba gratuitamente a las cooperativas terminaron comercializándose en perjuicio de aquellas y en beneficio de dirigentes agrarios, entre ellos Buzzi.
En septiembre de 2008 recibió el premio Diploma al Mérito otorgado por la Fundación Konex. En noviembre de 2008 esa fundación lo reconoció con el premio Konex de Platino.